# Granträsket (Sorsele socken, Lappland)
Granträsket är en sjö i Sorsele kommun i Lappland och ingår i Umeälvens huvudavrinningsområde. Sjön har en area på 1,49 kvadratkilometer och ligger 354 meter över havet. Sjön avvattnas av vattendraget Sillbäcken.

## Delavrinningsområde
Granträsket ingår i det delavrinningsområde (722118-159997) som SMHI kallar för Utloppet av Granträsket. Medelhöjden är 362 meter över havet och ytan är 9,11 kvadratkilometer. Det finns inga avrinningsområden uppströms utan avrinningsområdet är högsta punkten. Sillbäcken som avvattnar avrinningsområdet har biflödesordning 4, vilket innebär att vattnet flödar genom totalt 4 vattendrag innan det når havet efter 250 kilometer. Avrinningsområdet består mestadels av skog (44 procent) och sankmarker (37 procent). Avrinningsområdet har 1,5 kvadratkilometer vattenytor vilket ger det en sjöprocent på 16,4 procent.